# オスク語

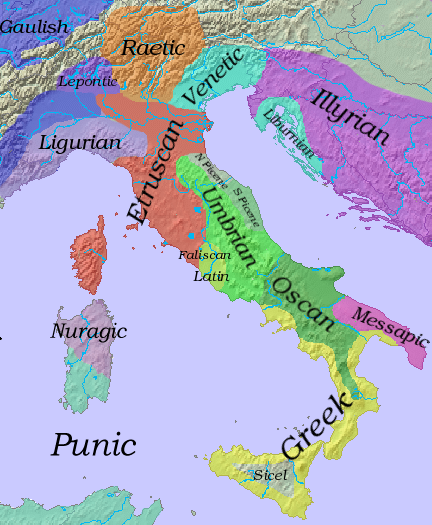
紀元前6世紀のイタリアの言語分布

オスク語（英語: Oscan language、イタリア語: Lingua osca）は、古代イタリアで用いられた言語の一つで、現在では死語。インド・ヨーロッパ語族イタリック語派（ラテン語が代表的である）のうち、オスク・ウンブリア語群に含まれる。イタリア中南部のサムニウム、カンパニアを中心とし、ほかにルカニア、アゲル・ブルッティウス（現カラブリア）、アブルッツォで話された。
碑文が多数知られ、古いものは紀元前5世紀にさかのぼる。ラテン文字、ギリシア文字のほか、様々なイタリック・アルファベットで書かれ、サムニウム、ウェスティ、サビニ、マルシなどの方言があった。
オスク語にはラテン語との共通点も多いが、全く異なる単語も多い。例えばラテン語の「欲する」volo, velle, volui など（印欧祖語 *wel に由来：英語 will と同源）に当たる語はなく、代わりに herest など（*gher に由来：英語 yearn「あこがれる」と同源）が使われた。
音韻論的にもオスク語とラテン語には違いがある。オスク語の'p'はラテン語の'qu'に当たり（オスク pis：ラテン quis）、オスク語の'b'はラテン語の'v'に当たる。オスク語の語中の'f'はラテン語では'b'または'd'となる（オスク mefiai：ラテン mediae）。これはケルト語におけるPケルト語とQケルト語の区別に似ている。
オスク語はイタリック語派では知られる限り最も保守的な言語とされ、ギリシア語とともに二重母音など印欧語本来の母音システムが保存されている言語でもある。